# ليونارد بيرسي دي ولف تيلي
ليونارد بيرسي دي ولف تيلي هو محامي وقاضي وسياسي كندي، ولد في 21 مايو 1870 في أوتاوا في كندا، وتوفي في 26 ديسمبر 1947 في Saint John General Hospital ‏ في كندا. نشط حزبياً في الحزب التقدمي المحافظ في نيو برونزويك ‏. وقد انتخب عضو الجمعية التشريعية لنيو برونزويك ‏ (20 يونيو 1912 – 9 أكتوبر 1920) وانتخب Premier of New Brunswick ‏ (1 يونيو 1933 – 16 يوليو 1935).